# Старцев, Владимир Иванович
Влади́мир Ива́нович Ста́рцев (4 сентября 1918 — 22 апреля 2007) — советский дипломат. Чрезвычайный и полномочный посол.

## Биография
На дипломатической работе с 1947 года.
- В 1947—1948 годах — сотрудник центрального аппарата МИД СССР.
- В 1948—1956 годах — сотрудник Посольства СССР в Турции.
- В 1956—1957 годах — сотрудник центрального аппарата МИД СССР.
- В 1957—1961 годах — генеральный консул СССР в Алеппо (Сирия).
- В 1961—1967 годах — на ответственной работе в центральном аппарате МИД СССР.
- В 1967—1968 годах — генеральный консул СССР в Стамбуле (Турция).
- С 4 апреля 1968 по 26 июля 1972 года — чрезвычайный и полномочный посол СССР в Народной Демократической Республике Йемен[1].
- В 1972—1975 годах — на ответственной работе в центральном аппарате МИД СССР.
- С 12 февраля 1975 по 5 октября 1981 года — чрезвычайный и полномочный посол СССР в Мавритании[2].
- В 1982—1983 годах — начальник Управления по обслуживанию дипломатического корпуса МИД СССР.
- С 1983 года — на ответственной работе в центральном аппарате МИД СССР.

Умер 22 апреля 2007 года. Похоронен в колумбарии Троекуровского кладбища Москвы.

## Награды
- Орден «Знак Почёта» (1966)
- Орден Трудового Красного Знамени (1971)[3]
- Орден Дружбы народов (1978)